# Lophocampa tucumana
Lophocampa tucumana là một loài bướm đêm thuộc phân họ Arctiinae, họ Erebidae.